# 조균 (번안공)
번안공 조균(樊安公 曹均, ? ~ 219년)은 후한 말기의 제후로, 패국 초현(譙縣) 사람이다. 조조의 아들로 생모는 주희(周姬)이며, 아내는 장수의 딸이었다.

## 생애
숙부 조빈의 뒤를 이었다. 후한 건안 22년(217년), 번후(樊侯)에 봉해졌으나 2년 후 죽었고, 아들 조항이 뒤를 이었다.
조위 황초 2년(221년), 공으로 승격되고 시호를 안이라 하였다. 다른 아들 조완은 이복형 풍민왕의 후사를, 조민은 범양민왕의 후사를 이었다.

## 출전
- 진수, 《삼국지》 권20 위서 무문세왕공전

| 선대 (첫 봉건) | 후한의 번후 217년 ~ 219년 | 후대 아들 조항 |

| 선대 - | 조위의 번공 (추존) | 후대 (사실상) 아들 조항 |

## 같이 보기
- 삼국지 인물 목록